# Елена Кодинова
Елена Кодинова е български журналист и преводач.

## Биография
Родена е на 24 юни 1969 г. в Пловдив. Завършила е Пловдивската английска гимназия (1988) и Английска филология във Великотърновския университет „Св. св. Кирил и Методий“(1993).
Работила е като репортер и редактор в Радио Пловдив (1995 – 1997), списание „Егоист“ (2000 – 2003) и вестниците „Стандарт“ (1997 – 1998), „Новинар“ (2004), „Политика“ (2004 – 2006), „Сега“ (2012) и „Преса“ (2012 – 2015). Била е сценарист на предаванията „Чай“ (2003 – 2004), „Цветно“ (2007) и „Малки истории“ (2011) по БНТ и „Отпечатъци“ по bTV (2008 – 2009). Автор е на списанията „Жената днес“ (от 2003), „Мениджър“ (от 2006) и Rolling Stone (докато излиза българският му вариант), на сайтовете webcafe.bg (2010 – 2011) и e-vestnik и вестниците „Сега“ (2003 – 2012), „168 часа“ (2006) и „Труд“ (2011).

## Награди
Награда „Паница“ за публицистика (2000), номинации за „Черноризец Храбър“ за публицистика (2007) и награда „Пловдив“ за превод (2000).